# Škurinjska Draga
Škurinjska Draga - (Valscurigne, tal.) je kvart Rijeke u sjeverozapadnom dijelu grada, a obuhvaća dolinu od Cirkula (na jugoistoku) do sela Škurinje (na sjeverozapadu), a istomena MZ (odbor) obuhvaća južni dio kvarta Škurinjska Draga (od Rijeċke zaobilaznice prema jugoistoku) te kvartove Mihačeva Draga, Centocelle i Rastočine.

## Zemljopis
MZ graniči s Belvederom (istočno), Brašćinama (sjeveroistočno) te Cirkulom i Kranjskom Vasi (MZ Banderovo, jugozapadno)

## Povijest
Kvart je počeo napredoovati početkom XX. st. s izgradnjom široke prometnice s drvoredom kestena (uniŝten 2000-ih godna, Stambena arhitektura je uglavnom iz početka XX. stoljeća, južni dio od Cirkula do Centocella, te između dva rata (najveći dio), a nove Rastočine su podignute 1970-ih.

## Spomenici i znamenitosti
- Centocelle - jedinstveno radničko naselje s početka XX. st. koje se pravilno stepenasto uzdiže, a kako državni Konzervatorski zavod, nije našao za shodno da zaštiti tu cjelinu, pod novim poretkom dolazi do urbanističkog divljanja, izgradnjom etaža se potpuno poremetio arhitektonski sklad.

## Vanjske poveznice
- Službene stranice
- Interaktivni zemljovid MO[neaktivna poveznica]